# Phare de Wittenbergen
Le phare de Wittenbergen (en allemand : Leuchtturm Wittenbergen) est un phare actif situé dans l'Arrondissement d'Altona à Hambourg (Land de Hambourg), en Allemagne. Ce feu arrière, forme avec le phare de Tinsdal, un feu directionnel sur l'Elbe.
Il est géré par la WSV de Hambourg .

## Histoire
Le phare de Wittenbergen , mis en service en janvier 1900, a été déplacé de neuf mètres vers le sud en septembre 1905 à cause du changement de cours de l'Elbe. En 1927, sa lampe à pétrole a été remplacé par une lampe au gaz de pétrole liquéfié (GPL) pour alimenter une lentille de Fresnel de 375 mm. Le phare a été électrifié en 1965 et automatisé en 1979.
Le phare de Wittenbergen est un bâtiment classé depuis le 31 mars 2004 et est l'une des plus anciennes tours d'éclairage en acier.

## Description
Le phare  est une tour hexagonale à claire-voie autour d'un pylone circulaire de 30 m de haut, avec une galerie et une grande lanterne circulaire. Le local technique se trouve sous la galerie. La tour est peinte en rouge avec trois bandes blanches, et la lanterne est blanche avec un toit noir. Son feu isophase émet, à une hauteur focale de 30 m, un long éclat blanc de 4 secondes par période de 8 secondes. Sa portée est de 14 milles nautiques (environ 26 km).
Identifiant : ARLHS : FED-038 - Amirauté : B1568 .

## Caractéristiques dufeu maritime
Fréquence : 8 secondes (W)
- Lumière : 4 secondes
- Obscurité : 4 secondes

|          |
| Le phare |

|          |
| Le phare |

### Lien connexe
- Liste des phares en Allemagne